# Publius Cornelius Lentulus Sura
Publius Cornelius Lentulus Sura, död 5 december 63 f.Kr., var en romersk politiker.
Lentulus blev praetor 75 f.Kr., konsul 71 f.Kr., utstöttes 70 f.Kr. från senaten men blev åter praetor 63 f.Kr. Utan att äga politisk begåvning ville Lentulus spela en politisk roll och blev en av ledarna för Catilinas sammansvärjning samma år. Efter avslöjandet avrättades han i Tullianum samma år.